# Alina Dumitru
Alina Alexandra Dumitru (Boekarest, 30 augustus 1982) is een Roemeens judoka, die haar vaderland driemaal op rij vertegenwoordigde bij de Olympische Spelen: in 2004 (Athene), 2008 (Peking) en 2012 (Londen). Ze won in 2008 de olympische titel in de klasse tot 48 kilogram. In de halve finale van dat toernooi was Dumitru verantwoordelijk voor de uitschakeling van titelverdediger Ryoko Tani, die zij versloeg met een waza-ari. Vier jaar later werd Dumitru onttroond door de Braziliaanse Sarah Menezes, die haar de baas was in de finale.

## Erelijst

### Olympische Spelen
- 2008 Peking, China (– 48 kg)
- 2012 Londen, Verenigd Koninkrijk (– 48 kg)

### Wereldkampioenschappen
- 2005 Caïro, Egypte (– 48 kg)
- 2007 Rio de Janeiro, Brazilië (– 48 kg)
- 2010 Tokio, Japan (– 48 kg)

### Europese kampioenschappen
- 2002 Maribor, Slovenië (– 52 kg)
- 2004 Boekarest, Roemenië (– 48 kg)
- 2005 Rotterdam, Nederland (– 48 kg)
- 2006 Tampere, Finland (– 48 kg)
- 2007 Belgrado, Servië (– 48 kg)
- 2008 Lissabon, Portugal (– 48 kg)
- 2009 Tbilisi, Georgië (– 48 kg)
- 2010 Wenen, Oostenrijk (– 48 kg)
- 2011 Istanboel, Turkije (– 48 kg)
- 2012 Tsjeljabinsk, Rusland (– 48 kg)

1992: Cécile Nowak ·
1996: Kye Sun-hui ·
2000: Ryoko Tamura ·
2004: Ryoko Tani ·
2008: Alina Dumitru · 
2012: Sarah Menezes · 
2016: Paula Pareto · 
2020: Distria Krasniqi · 
2024: Natsumi Tsunoda